# Hope This Finds You Well
Albums de Further Seems Forever
Hide Nothing
(2004) The Final Curtain
(2007)
Hope This Finds You Well est le best-of du groupe Further Seems Forever, sorti en 2006 chez Tooth & Nail Records. La date de sortie coïncide avec la dernière tournée du groupe, après qu'ils ont annoncé leur séparation à la fin de la tournée aux États-Unis et au Canada ce printemps là. L'album comprend des titres des trois albums studio du groupe : The Moon Is Down (2001), How to Start a Fire (2003), and Hide Nothing (2004), incluant ainsi les trois chanteurs qu'a connu le groupe : Chris Carrabba, Jason Gleason, and Jon Bunch. Son titre provient des paroles de la chanson Pictures of Shorelines.
Cet album contient également quelques chansons bonus :
- Vengeance Factor qui fut la première chanson enregistrée par le groupe, parue sur la compilation du label Deep Elm Records An Ocean of Doubt, et enregistrée avec le chanteur originel Carrabba.
- There, Now I've Said It est un titre enregistré lors des sessions de l'album How to Start a Fire, mais non gardé sur l'album.
- Cette version de la reprise de Say It Ain't So a été enregistrée avec Carabba pour la compilation Rock Music: A Tribute to Weezer et était incluse sur l'édition vinyle de l'album The Moon Is Down. Mais la version avec Carabba au chant n'est pas apparue sur la compilation finale, le groupe ayant choisi de la réenregistrer avec Gleason.
- la version acoustique de Light Up Ahead était à l'origine disponible sur la version Best Buy de l'album Hide Nothing.
- Cette reprise de *NSYNC Bye Bye Bye a été enregistrée avec Gleason et apparaissait à l'origine sur la compilation Punk Goes Pop.
- Justice Prevails vient du premier EP du groupe From the 27th State et a été enregistrée avec Carrabba.

## Liste des titres
1. The Moon is Down            - de l'album The Moon Is Down - 3:12
2. Pride War                   - de l'album How to Start a Fire                       - 3:04
3. Hide Nothing                - de l'album Hide Nothing                              - 2:56
4. Snowbirds and Townies       - de l'album The Moon Is Down - 4:26
5. Light Up Ahead              - de l'album Hide Nothing                              - 3:08
6. Against My Better Judgement - de l'album How to Start a Fire                       - 3:41
7. The Bradley                 - de l'album The Moon Is Down - 3:01
8. New Year's Project          - de l'album The Moon Is Down - 4:01
9. How to Start a Fire         - de l'album How to Start a Fire                       - 2:51
10. Like Someone You Know       - de l'album Hide Nothing                              - 3:16
11. The Sound                   - de l'album How to Start a Fire                       - 3:41
12. Wearing Thin                - de l'album The Moon Is Down - 2:59
13. Bleed                       - de l'album Hide Nothing                              - 2:57
14. Pictures of Shorelines      - de l'album The Moon Is Down - 3:12
15. For All We Know             - de l'album Hide Nothing                              - 5:21
16. Vengeance Factor            - de la compilation An Ocean of Doubt                  - 2:46
17. There, Now I've Said It     - inédite                                                      - 3:05
18. Say It Ain't So         - reprise de Weezer, sur l'album Weezer; de l'album The Moon is Down                                                               - 4:03
19. Light Up Ahead (acoustic)   - de l'album Hide Nothing                              - 3:23
20. Bye Bye Bye             - reprise de *NSYNC; from Punk Goes Pop            - 3:25
21. Justice Prevails            - from From the 27th State                             - 4:38

## Membres
- Chris Carrabba - chant (pistes 1, 4, 7, 8, 12, 14, 16, 18, & 21)
- Jason Gleason - chant (pistes 2, 6, 9, 11, 17, & 20)
- Jon Bunch - chant (pistes 3, 5, 10, 13, 15, & 19)
- Josh Colbert - guitare
- Nick Dominguez - guitare (pistes 1, 4, 7, 8, 12, 14, 16, 18, 20, & 21)
- Derick Cordoba - guitare (pistes 2, 3, 5, 6, 9-11, 13, 15, 17, & 19)
- Chad Neptune - basse
- Steve Kleisath - batterie
- James Wisner - claviers, guitares additionnelles

## Informations sur l'album
- Record label: Tooth & Nail Records
- All songs written by Further Seems Forever except "Say it Ain't So" by Rivers Cuomo and "Bye Bye Bye" by Andreas Carlsson, Michael Lundin, Carl Kristian, Marcus Schulze, and Jacob Ivar Bertilson.
- Tracks 1, 4, 7, 8, 12, & 14 recorded September 28-November 1, 2000 at Wisner Productions. Drum tracks recorded at The Dungeon. Produced and engineered by James Paul Wisner. Assistant engineer: Joe at The Dungeon.
- Tracks 2, 6, 9, 11, 17, & 20 recorded, engineered, and mixed by James Paul Wisner at Wisner Productions. Produced by James Paul Wisner and Further Seems Forever. Mastered by Alan Douches at West Side Mastering.
- Tracks 3, 5, 10, 13, 15, & 19 produced, engineered, and recorded by James Paul Wisner at Wisner Productions. Drums recorded at Landmark Studios. Mixed by James Paul Wisner at The Sound Kitchen except.
- Track 21 recorded by James Wisner at Wisner Productions. Drums recorded at Cathouse Studios by Mark Loren.